# Далахай (Тункинський район)
Далахай (рос. Далахай) — село Тункинського району, Бурятії Росії. Входить до складу Сільського поселення Далахай.
Населення —  543 особи (2015 рік). 